# Brian Mansilla
Brian Ezequiel Mansilla (Rosario, Santa Fe, Argentina; 16 de abril de 1997) es un futbolista argentino. Juega de extremo Izquierdo y su equipo es el Ajmat Grozni, de la Liga Premier de Rusia.

## Trayectoria

### Racing Club
Debutó el 26 de agosto de 2015 en el partido de octavos de final de la Copa Argentina contra Club Atlético Atlanta, entrando como suplente en el segundo tiempo. El 18 de octubre debutó en el torneo local ante Boca Juniors entrando a los 33 del segundo tiempo en reemplazo de Óscar Romero.

### Quilmes A.C
El 25 de febrero de 2016 pasó a préstamo por un año y medio al Quilmes Atlético Club, donde jugó una suma considerable de partidos, mostrando su potencial y metiendo tres goles en dicha institución. El primero de ellos, y el primero en su carrera profesional, fue el 13 de marzo del mismo año, en la victoria 2 - 1 a Vélez Sarfield. El segundo fue en la derrota 4 a 1 sobre Arsenal de Sarandí. El tercero fue en el empate en dos goles frente a Belgrano de Córdoba.

### Racing Club
A mediados de 2016 su préstamo finalizó y regresó a Racing Club buscando obtener un puesto en el once inicial del club que lo vio nacer.
El primero de marzo del 2017, convierte su primer gol en Racing (Y primero internacional) por la primera fase de la Copa Sudamericana 2017 ante Rionegro Águilas de Colombia. En la victoria por 1 a 0.
Luego, convertiría su primer gol por liga en la victoria 2 a 0 sobre Rosario Central abriendo la cuenta con un gol.

### Gimnasia y Esgrima La Plata
Racing volvió a cederlo de cara a la temporada 2018/2019 al club Gimnasia y Esgrima La Plata en que solo disputó 10 partidos: 5 por la Liga Profesional de Fútbol Argentino, 4 por la Copa de la Superliga Argentina y 1 partido por la Copa Argentina.
El futbolista rescindió su contrato en agosto del 2019 aunque había firmado hasta diciembre de ese mismo año ya que recibió una oferta del club Vitória Setúbal para firmar otra cesión con duración de un año con opción de compra.

### Platense
El 28 de junio de 2021 se confirmó su llegada al Club Atlético Platense. Llegó a préstamo sin opción de compra, siendo esta la cuarta incorporación del club para la temporada.

### F. C. Oremburgo
El 5 de julio de 2022 el F. C. Oremburgo de la Liga Premier de Rusia, confirmó su llegada a préstamo con opción de compra.

## Selección nacional

#### Participaciones
| Copa                        | Sede    | Resultado    | Partidos | Goles |
| --------------------------- | ------- | ------------ | -------- | ----- |
| Sudamericano Sub-20 de 2017 | Ecuador | Cuarto lugar | 9        | 2     |

| 1.  | 26 de julio de 2016   | Estado Municipal Els Arcs, Valencia, España | Catar      |  | 2–0 | Amistoso            |
| 2.  | 28 de julio de 2016   | Estado Municipal Els Arcs, Valencia, España | México     |  | 1–1 | Amistoso            |
| 3.  | 30 de julio de 2016   | Estado Municipal Els Arcs, Valencia, España | Costa Rica |  | 1–0 | Amistoso            |
| 4.  | 2 de agosto de 2016   | Estado Municipal Els Arcs, Valencia, España | Venezuela  |  | 2–1 | Amistoso            |
| 5.  | 4 de agosto de 2016   | Estado Municipal Els Arcs, Valencia, España | España     |  | 1–3 | Amistoso            |
| 6.  | 19 de enero de 2017   | Estado Olímpico, Ibarra, Ecuador            | Perú       |  | 1–1 | Sudamericano Sub-20 |
| 7.  | 21 de enero de 2017   | Estado Olímpico, Ibarra, Ecuador            | Uruguay    |  | 3–3 | Sudamericano Sub-20 |
| 8.  | 23 de enero de 2017   | Estado Olímpico, Ibarra, Ecuador            | Bolivia    |  | 5–1 | Sudamericano Sub-20 |
| 9.  | 27 de enero de 2017   | Estado Olímpico, Ibarra, Ecuador            | Venezuela  |  | 0–0 | Sudamericano Sub-20 |
| 10. | 30 de enero de 2017   | Estadio Olímpico Atahualpa, Quito, Ecuador  | Uruguay    |  | 0–3 | Sudamericano Sub-20 |
| 11. | 2 de febrero de 2017  | Estadio Olímpico Atahualpa, Quito, Ecuador  | Colombia   |  | 2–1 | Sudamericano Sub-20 |
| 12. | 5 de febrero de 2017  | Estadio Olímpico Atahualpa, Quito, Ecuador  | Ecuador    |  | 0–3 | Sudamericano Sub-20 |
| 13. | 8 de febrero de 2017  | Estadio Olímpico Atahualpa, Quito, Ecuador  | Brasil     |  | 2–2 | Sudamericano Sub-20 |
| 14. | 11 de febrero de 2017 | Estadio Olímpico Atahualpa, Quito, Ecuador  | Venezuela  |  | 2–0 | Sudamericano Sub-20 |

## Estadísticas

### Clubes
Actualizado hasta su último partido disputado el 24 de mayo de 2025.
| Club                              | Div.          | Temporada     | Liga  | Liga  | Liga   | Copas nacionales | Copas nacionales | Copas nacionales | Copas internacionales | Copas internacionales | Copas internacionales | Total | Total | Total  |
| Club                              | Div.          | Temporada     | Part. | Goles | Asist. | Part.            | Goles            | Asist.           | Part.                 | Goles                 | Asist.                | Part. | Goles | Asist. |
| --------------------------------- | ------------- | ------------- | ----- | ----- | ------ | ---------------- | ---------------- | ---------------- | --------------------- | --------------------- | --------------------- | ----- | ----- | ------ |
| Racing Club Argentina             | 1.ª           | 2015          | 1     | 0     | 0      | 1                | 0                | 0                | —                     | —                     | —                     | 2     | 0     | 0      |
| Racing Club Argentina             | 1.ª           | 2016-17       | 13    | 0     | 0      | —                | —                | —                | 2                     | 1                     | 0                     | 15    | 1     | 0      |
| Racing Club Argentina             | 1.ª           | 2017-18       | 11    | 1     | 0      | 2                | 0                | 0                | 7                     | 1                     | 0                     | 20    | 2     | 0      |
| Racing Club Argentina             | 1.ª           | 2018-19       | 4     | 0     | 0      | —                | —                | —                | —                     | —                     | —                     | 4     | 0     | 0      |
| Racing Club Argentina             | Total club    | Total club    | 29    | 1     | 0      | 3                | 0                | 0                | 9                     | 2                     | 0                     | 41    | 3     | 0      |
| Quilmes A. C. Argentina           | 1.ª           | 2016          | 14    | 3     | 1      | —                | —                | —                | —                     | —                     | —                     | 14    | 3     | 1      |
| Quilmes A. C. Argentina           | Total club    | Total club    | 14    | 3     | 1      | 0                | 0                | 0                | 0                     | 0                     | 0                     | 14    | 3     | 1      |
| Gimnasia y Esgrima (LP) Argentina | 1.ª           | 2018-19       | 5     | 0     | 0      | 5                | 0                | 0                | —                     | —                     | —                     | 10    | 0     | 0      |
| Gimnasia y Esgrima (LP) Argentina | Total club    | Total club    | 5     | 0     | 0      | 5                | 0                | 0                | 0                     | 0                     | 0                     | 10    | 0     | 0      |
| Vitória Setúbal Portugal          | 1.ª           | 2019-20       | 29    | 0     | 1      | 4                | 0                | 2                | —                     | —                     | —                     | 33    | 0     | 3      |
| Vitória Setúbal Portugal          | Total club    | Total club    | 29    | 0     | 1      | 4                | 0                | 2                | 0                     | 0                     | 0                     | 33    | 0     | 3      |
| S. C. Farense Portugal            | 1.ª           | 2020-21       | 26    | 1     | 1      | 1                | 0                | 0                | —                     | —                     | —                     | 27    | 1     | 1      |
| S. C. Farense Portugal            | Total club    | Total club    | 26    | 1     | 1      | 1                | 0                | 0                | 0                     | 0                     | 0                     | 27    | 1     | 1      |
| C. A. Platense Argentina          | 1.ª           | 2021          | 24    | 4     | 2      | —                | —                | —                | —                     | —                     | —                     | 24    | 4     | 2      |
| C. A. Platense Argentina          | 1.ª           | 2022          | 1     | 0     | 0      | 10               | 3                | 0                | —                     | —                     | —                     | 11    | 3     | 0      |
| C. A. Platense Argentina          | Total club    | Total club    | 25    | 4     | 2      | 10               | 3                | 0                | 0                     | 0                     | 0                     | 35    | 7     | 2      |
| F. C. Oremburgo · Rusia           | 1.ª           | 2022-23       | 22    | 4     | 6      | 3                | 1                | 1                | —                     | —                     | —                     | 25    | 5     | 7      |
| F. C. Oremburgo · Rusia           | 1.ª           | 2023-24       | 27    | 3     | 4      | 3                | 0                | 0                | —                     | —                     | —                     | 30    | 3     | 4      |
| F. C. Oremburgo · Rusia           | 1.ª           | 2024-25       | 27    | 5     | 4      | 2                | 0                | 0                | —                     | —                     | —                     | 29    | 5     | 4      |
| F. C. Oremburgo · Rusia           | Total club    | Total club    | 76    | 12    | 14     | 8                | 1                | 1                | 0                     | 0                     | 0                     | 84    | 13    | 15     |
| Ajmat Grozni · Rusia              | 1.ª           | 2025-26       | 0     | 0     | 0      | —                | —                | —                | —                     | —                     | —                     | 0     | 0     | 0      |
| Ajmat Grozni · Rusia              | Total club    | Total club    | 0     | 0     | 0      | 0                | 0                | 0                | 0                     | 0                     | 0                     | 0     | 0     | 0      |
| Total carrera                     | Total carrera | Total carrera | 204   | 21    | 19     | 31               | 4                | 3                | 9                     | 2                     | 0                     | 244   | 27    | 22     |
| 1. 2.                             |               |               |       |       |        |                  |                  |                  |                       |                       |                       |       |       |        |